# Reserva nacional Lago Jeinimeni
La reserva nacional Lago Jeinimeni fue una reserva natural de Chile, que estaba ubicada en las comunas de Chile Chico y Cochrane en la región de Aysén. Tenía una superficie total es de 161 100 hectáreas.

## Historia
El área silvestre protegida fue creada en 1967, y en 1998 fue redelimitada luego de que se le incorporaran terrenos que formaban parte de la exreserva nacional Lago Carrera.
Fue desafectado de su categoría de Reserva Nacional el Decreto N.º 98 del 25 de octubre de 2018, que también creó el parque nacional Patagonia, que contiene los terrenos de la exreserva Lago Jeinimeni y los que pertenecían a la estancia Valle Chacabuco.

## Atractivos

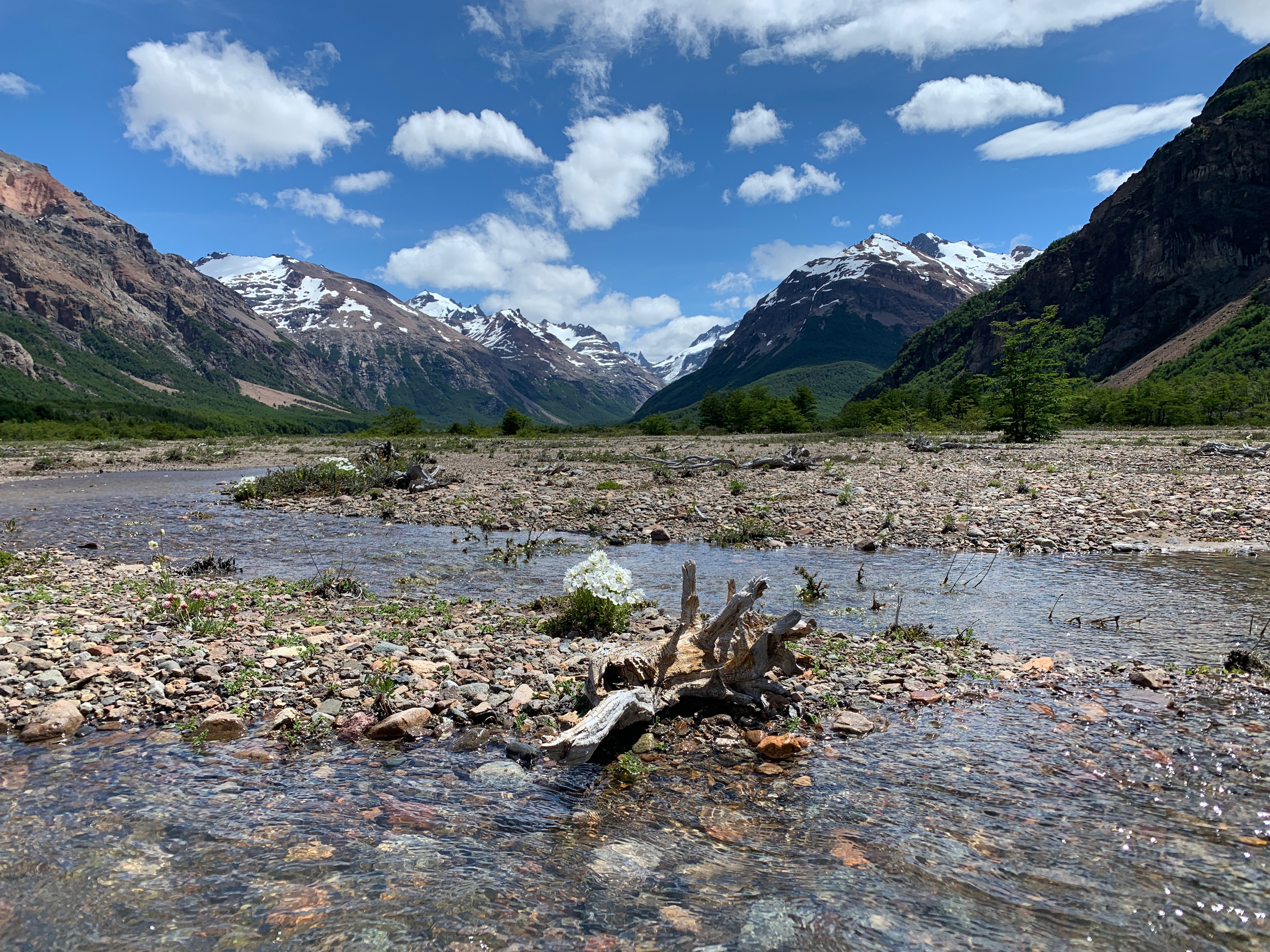
Reserva nacional Lago Jeinimeni.

La reserva debía su nombre al lago Jeinimeni, cuyas aguas son de color turquesa.
Su flora estaba compuesta por bosques caducifolios de Nothofagus y estepa patagónica, un ecosistema poco representado en las áreas silvestres protegidas de Chile. Lugares destacados del interior de la reserva eran la Piedra Clavada y la Cueva de las Manos, un sitio arqueológico de naturaleza similar a la Cueva de las Manos ubicada en Argentina.

## Visitantes
Esta reserva recibe una pequeña cantidad de visitantes chilenos y extranjeros cada año.
| Año         | 2010 | 2011 | 2012 | 2013  | 2014  | 2015  | 2016  | 2017  | 2018  | 2019  | 2020  | 2021 | 2022  | 2023  |
| ----------- | ---- | ---- | ---- | ----- | ----- | ----- | ----- | ----- | ----- | ----- | ----- | ---- | ----- | ----- |
| chilenos    | 168  | 343  | 514  | 1.280 | 2.075 | 1.650 | 2.106 | 2.673 | 3.810 | 4.735 | 5.351 | s/i  | 1.725 | 2.116 |
| extranjeros | 88   | 172  | 166  | 220   | 355   | 448   | 454   | 842   | 1.143 | 1.686 | 1.347 | s/i  | 432   | 1.163 |
| Total       | 256  | 515  | 680  | 1.500 | 2.430 | 2.098 | 2.560 | 3.515 | 4.953 | 6.421 | 6.698 | s/i  | 2.157 | 3.279 |

## Protección del subsuelo
La Reserva Nacional Jeinemeni cuenta con una protección de su subsuelo como lugar de interés científico para efectos mineros, según lo establece el artículo 17 del Código de Minería. Estas labores sólo pueden ser ejecutadas mediante un permiso escrito por el presidente de la República y firmado además por el ministro de Minería.
La condición de lugar de interés científico para efectos mineros fue establecida mediante Decreto Supremo N.°219 de 18 de mayo de 1998 y publicado el 7 de septiembre de 1998. que fija el polígono de protección.